# Ключи (Базарно-Карабулакский район)
Ключи́ — село в Базарно-Карабулакском районе Саратовской области, входит в состав Максимовского муниципального образования.

## География
Находится на расстоянии примерно 30 километра по прямой на юг-юго-восток от районного центра поселка Базарный Карабулак.

## История
Официальная дата основания — 1710 год. С 1830 года в Ключах получила распространение поморско-федосеевская старообрядческая секта. По данным 1859 года в Ключах насчитывалось 258 дворов, 1359 жителей, помимо поморской моленной также имелась мельница. В 1904 году в селе была построена деревянная единоверческая церковь с колокольней и престолом во имя Архангела Михаила.

## Население
| 2002 | 2010 |
| ---- | ---- |
| 634  | ↘550 |

Постоянное население составляло 634 человека в 2002 году (русские 92 %), 550 в 2010 году.

## Инфраструктура
Имеются отделение связи, фельдшерско-акушерский пункт, детский сад и основная школа, дом культуры, магазины, две водонапорные башни и рыбонагульный пруд.